# برج الیعقوب

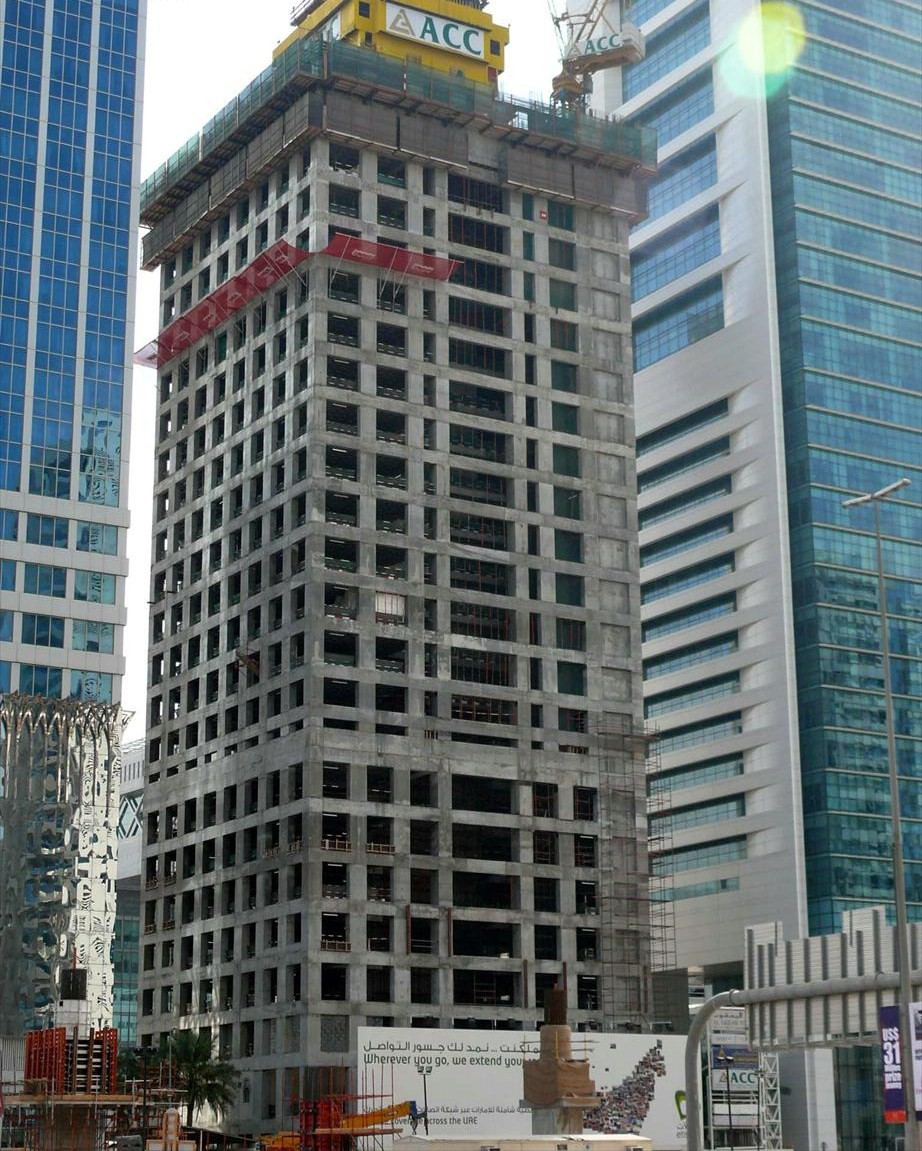
برج الیعقوب

برج الیعقوب (انگلیسی: Al Yaqoub Tower) یک برج در شهر دبی، امارات متحده عربی است.
این برج که در سال ۲۰۰۶ شروع به ساخت شده در سال ۲۰۱۳ افتتاح شده است و دارای ۶۹ طبقه و ۳۲۸ متر ارتفاع می‌باشد.